# Hors-texte
Le hors-texte désigne tout ce qui se retrouve à l'extérieur du texte d'un livre.

## En imprimerie
Un hors-texte, en imprimerie, peut être :
- des gravures imprimées sur un papier de meilleure qualité (papier couché) intercalées dans un ouvrage ;
- une impression sur un papier d'une autre couleur et folioté en chiffres romains, le reste de l'ouvrage étant lui, folioté en chiffres arabes.

## Dans les études littéraires
Dans le champ des études littéraires, ce que l'on nomme le hors-texte est liée aux notions entourant la paratextualité. Cette question est notamment étudiée par Gérard Genette dans son ouvrage Seuils (1987).
Comme son nom l’indique, le hors-texte représente tout ce qui se trouve à l’extérieur de la frontière du paratexte (quatrième de couverture, titre, préface, etc.). Le hors-texte est donc normalement considéré comme extradiégétique. 